# Championnats du monde de badminton 2011
Navigation
Paris 2010 Guangzhou 2013
Les 19e Championnats du monde de badminton se sont déroulés du 8 août au 14 août 2011 à la Wembley Arena de Londres au Royaume-Uni.
Regroupant les meilleurs joueurs de badminton du monde entier, les Championnats du monde BWF (Fédération internationale de badminton) représentent la principale compétition de ce sport.
Les membres de l'équipe chinoise de badminton ont remporté toutes les épreuves : simple hommes, simple dames, double hommes, double dames et double mixte.

## Programme
| Date             | Tours         |
| ---------------- | ------------- |
| Lundi 8 août     | 1ers tours    |
| Mardi 9 août     | 1ers tours    |
| Mercredi 10 août | 1ers tours    |
| Jeudi 11 août    | 1/8 de finale |
| Vendredi 12 août | 1/4 de finale |
| Samedi 13 août   | 1/2 finales   |
| Dimanche 14 août | finales       |

## Résultats
| Épreuve       | Or                       | Argent                         | Bronze                           |
| ------------- | ------------------------ | ------------------------------ | -------------------------------- |
| Simple hommes | Lin Dan                  | Lee Chong Wei                  | Chen Jin                         |
| Simple hommes | Lin Dan                  | Lee Chong Wei                  | Peter Gade                       |
| Simple dames  | Wang Yihan               | Cheng Shao-chieh               | Juliane Schenk                   |
| Simple dames  | Wang Yihan               | Cheng Shao-chieh               | Wang Xin                         |
| Double hommes | Cai Yun et Fu Haifeng    | Ko Sung-hyun et Yoo Yeon-seong | Jung Jae-sung et Lee Yong-dae    |
| Double hommes | Cai Yun et Fu Haifeng    | Ko Sung-hyun et Yoo Yeon-seong | Mohammad Ahsan et Bona Septano   |
| Double dames  | Wang Xiaoli et Yu Yang   | Tian Qing et Zhao Yunlei       | Miyuki Maeda et Satoko Suetsuna  |
| Double dames  | Wang Xiaoli et Yu Yang   | Tian Qing et Zhao Yunlei       | Jwala Gutta et Ashwini Ponnappa  |
| Double mixte  | Zhang Nan et Zhao Yunlei | Chris Adcock et Imogen Bankier | Xu Chen et Ma Jin                |
| Double mixte  | Zhang Nan et Zhao Yunlei | Chris Adcock et Imogen Bankier | Tontowi Ahmad et Liliyana Natsir |

## Tableau des médailles
| Rang | Nation         | Or | Argent | Bronze | Total |
| ---- | -------------- | -- | ------ | ------ | ----- |
| 1    | Chine          | 5  | 1      | 3      | 9     |
| 2    | Corée du Sud   | 0  | 1      | 1      | 2     |
| 3    | Royaume-Uni    | 0  | 1      | 0      | 1     |
| 3    | Malaisie       | 0  | 1      | 0      | 1     |
| 3    | Taipei chinois | 0  | 1      | 0      | 1     |
| 6    | Indonésie      | 0  | 0      | 2      | 2     |
| 7    | Danemark       | 0  | 0      | 1      | 1     |
| 7    | Allemagne      | 0  | 0      | 1      | 1     |
| 7    | Inde           | 0  | 0      | 1      | 1     |
| 7    | Japon          | 0  | 0      | 1      | 1     |